# Єжова Олександра Степанівна
Олександра Степанівна Єжова (нар. 21 лютого 1940) — українська радянська діячка, новатор виробництва, ткаля Лубенської ковдряно-повстяної фабрики Полтавської області. Депутат Верховної Ради УРСР 10-го скликання.

## Біографія
Освіта середня.
З 1958 року — ткаля Лубенської ковдряно-повстяної фабрики Полтавської області.
Член КПРС з 1972 року.
Потім — на пенсії в місті Лубнах Полтавської області.